# Deinopa strigata
Deinopa strigata är en fjärilsart som beskrevs av William Schaus 1911. Deinopa strigata ingår i släktet Deinopa och familjen nattflyn. Inga underarter finns listade i Catalogue of Life.